# Adelheid (heilige)
De heilige Adelheid (Orbe, 931 - Seltz, 16 december 999) was een dochter van koning Rudolf II van Opper-Bourgondië en van Bertha van Zwaben.
Na het overlijden van haar vader huwde haar moeder met Hugo, koning van Lombardije, en werd Adelheid verloofd met zijn zoon Lotharius. Adelheid huwde in 947 met koning Lotharius, maar deze werd in 950 vergiftigd, (vermoedelijk) door toedoen van Berengarius, die zich als koning opwierp en Adelheid wilde uithuwelijken aan zijn zoon Adelbert. Toen Adelheid weigerde werd ze gevangengezet in Como, maar ze kon in een bootje over het meer ontsnappen en vluchtte naar Canossa. Daar kreeg ze onderdak bij een lokale edelman Adalbert-Atto die prompt werd belegerd door Berengarius. Vanuit deze benarde positie stuurde Adelheid noodkreten om hulp naar Duitsland.
Nadat keizer Otto I in 951 Noord-Italië had bezet, huwde hij Adelheid. Adelheid kreeg een bescheiden maar actieve rol in het bestuur. Het paar werd in 962 door paus Johannes XII in Rome tot keizer en keizerin gekroond. Na het overlijden van haar man in 973, werd zij regente voor hun zoon Otto II maar kreeg na verloop van tijd conflicten met Otto en haar schoondochter Theophanu. Zij moest zich (waarschijnlijk al eind 974) terugtrekken in Bourgondië. Daar stichtte zij talrijke kloosters. Haar broer Koenraad van Bourgondië wist een verzoening met Otto en Theophanu te bereiken. Na het overlijden van Otto II in 983, werd zij onderkoningin van Italië en mederegente voor haar kleinzoon, de latere keizer Otto III. Door een terugkerend conflict met keizerin Theophanu moest ze de wijk nemen naar Lombardije. Toen Theophanu overleed in 991, werd Adelheid wederom regente en verbood herdenkingen ter ere van haar schoondochter (behalve een plechtige laatste optocht met haar lichaam over de Rijn van Nijmegen naar Keulen). In 995 liet haar kleinzoon haar daarom van het hof verwijderen en zij trok zich ten slotte terug in het door haar gestichte klooster van Seltz, waar zij in 999 overleed.Odilo van Cluny, die zich later inspande voor de heiligverklaring van Adelheid, zette Theophanu in een vrij kwaad daglicht en gebruikte de onderlinge conflicten tussen enerzijds Adelheid en anderzijds de Ottoonse keizers als een van de argumenten voor haar heiligverklaring.
Adelheid was zeer belezen en sprak vier talen. Ze werd alom geroemd om haar schoonheid, intelligentie en zedigheid en was een begaafd harpiste. Ze gaf steun aan de hervormingen van Cluny, die door Otto II en Theophanu als staatsgevaarlijk werden beschouwd. In 999 werd de aartsbisschop van Ravenna, Gerbert van Aurillac, met wie zij bevriend was en die Otto III mede had opgevoed, tot paus gekozen onder de naam Sylvester II. Ze was overtuigd van de wederkomst van Christus in het jaar 1000, maar dat jaar heeft ze net niet meer (niet) meegemaakt.
Adelheids eerste huwelijk met Lotharius bracht een dochter voort:
- Emma van Italië.

Met Otto kreeg ze vier kinderen:
- Hendrik (952/953 - ca. 954)
- Bruno (953/954 - 8 september 957)
- Keizer Otto II
- vermoedelijk Richlinde (? - na 1 november 1007), gehuwd met Koenraad I van Zwaben

## Heiligverklaring
Adelheid werd in 1097 heilig verklaard door paus Urbanus II. Haar feestdag is op 16 december. Adelheid is de beschermheilige van de slachtoffers van mishandelingen, bruiden, keizerinnen en prinsessen, gevangenen, weduwen, ouders van grote gezinnen, stiefouders, bannelingen en bij tweede huwelijken. Ze wordt in de regel met een boot afgebeeld. Haar graf was een belangrijk pelgrimsoord maar werd verwoest tijdens de reformatie. Volgens sommige bronnen ligt het onder de dorpskerk van Seltz.

## Voorouders
| Voorouders van Adelheid (931–999) | Voorouders van Adelheid (931–999)                                         | Voorouders van Adelheid (931–999)                                         | Voorouders van Adelheid (931–999)                                         | Voorouders van Adelheid (931–999)                                         |                                                                           |
| --------------------------------- | ------------------------------------------------------------------------- | ------------------------------------------------------------------------- | ------------------------------------------------------------------------- | ------------------------------------------------------------------------- | ------------------------------------------------------------------------- |
| Overgrootouders                   | Koenraad II van Auxerre (835–876) ∞ Waldrada (–)                          | Boso (844–887) ∞ ? (–)                                                    | Burchard I van Zwaben (855–911) ∞ Liutgard van Saksen (845–885)           | Everhard I van Zürichgouw (–) ∞ ? (–)                                     |                                                                           |
| Grootouders                       | Rudolf I van Bourgondië (855–912) ∞ 888 Willa (865–voor 924)              | Rudolf I van Bourgondië (855–912) ∞ 888 Willa (865–voor 924)              | Burchard II van Zwaben (883–926) ∞ Regelinda (–958)                       | Burchard II van Zwaben (883–926) ∞ Regelinda (–958)                       |                                                                           |
| Ouders                            | Rudolf II van Bourgondië (890–937) ∞ 922 Bertha van Zwaben (907–voor 966) | Rudolf II van Bourgondië (890–937) ∞ 922 Bertha van Zwaben (907–voor 966) | Rudolf II van Bourgondië (890–937) ∞ 922 Bertha van Zwaben (907–voor 966) | Rudolf II van Bourgondië (890–937) ∞ 922 Bertha van Zwaben (907–voor 966) | Rudolf II van Bourgondië (890–937) ∞ 922 Bertha van Zwaben (907–voor 966) |